# デンドロビウム・ロディゲシィ
デンドロビウム・ロディゲシィ Dendrobium loddigesii はラン科の着生植物の一つ。洋ランの一つ。学名は D. pulchellum も使われる。
この種はピンクを主体にした花が可愛らしい小型のデンドロビウムであり、栽培容易で初心者向けとされる。茎は這うか垂れ下がるので、それを用いて様々な栽培の方法がある。

## 特徴
着生植物で、常緑の多年生草本。茎は細い棒状　長さ10-17cm、幅0.5-0.7cm。葉は多肉で長さ4-6cm、幅1.2-1.8cm。立ち上がるのでなく、這うか垂れる。偽球茎からは頻繁に側面に芽を出し、それもまた這うか垂れるので、全体としては長い茎が分枝しつつ伸びるような形になる。
花期は日本では冬から早春。花は径5cmほど、茎の先端近くから単独に生じる。萼片は淡いバラ色から紫色まで、側花弁はやや幅広くて藤色から紫色まで変異がある。唇弁はほぼ円形に広がり、中心部は橙黄色でその外側は白、周辺部は紫に色づき、縁は細かな糸状に裂ける。

## 分布
ラオスから中国南部に分布する。

## 利用
洋ランとして栽培される。デンドロビウムとしては小型種で、耐暑性も耐寒性も強く、栽培容易な初心者向きの種とされる。冬は最低気温が5度まで耐える。ただ、この種は非常に頻繁に高芽を出し、そこから根を生じて全体としては枝分かれしながら這い、また垂れるようにして広がる性質がある。そのために植木鉢からすぐにはみ出し、外に伸び出す傾向が強い。従って吊り鉢で育てるのが適している。さらには伸び出した茎の先を結び合わせるなどして大きなくす玉のような姿にすることも出来る。また、ヘゴ板などに付けて育てるのも推奨される。

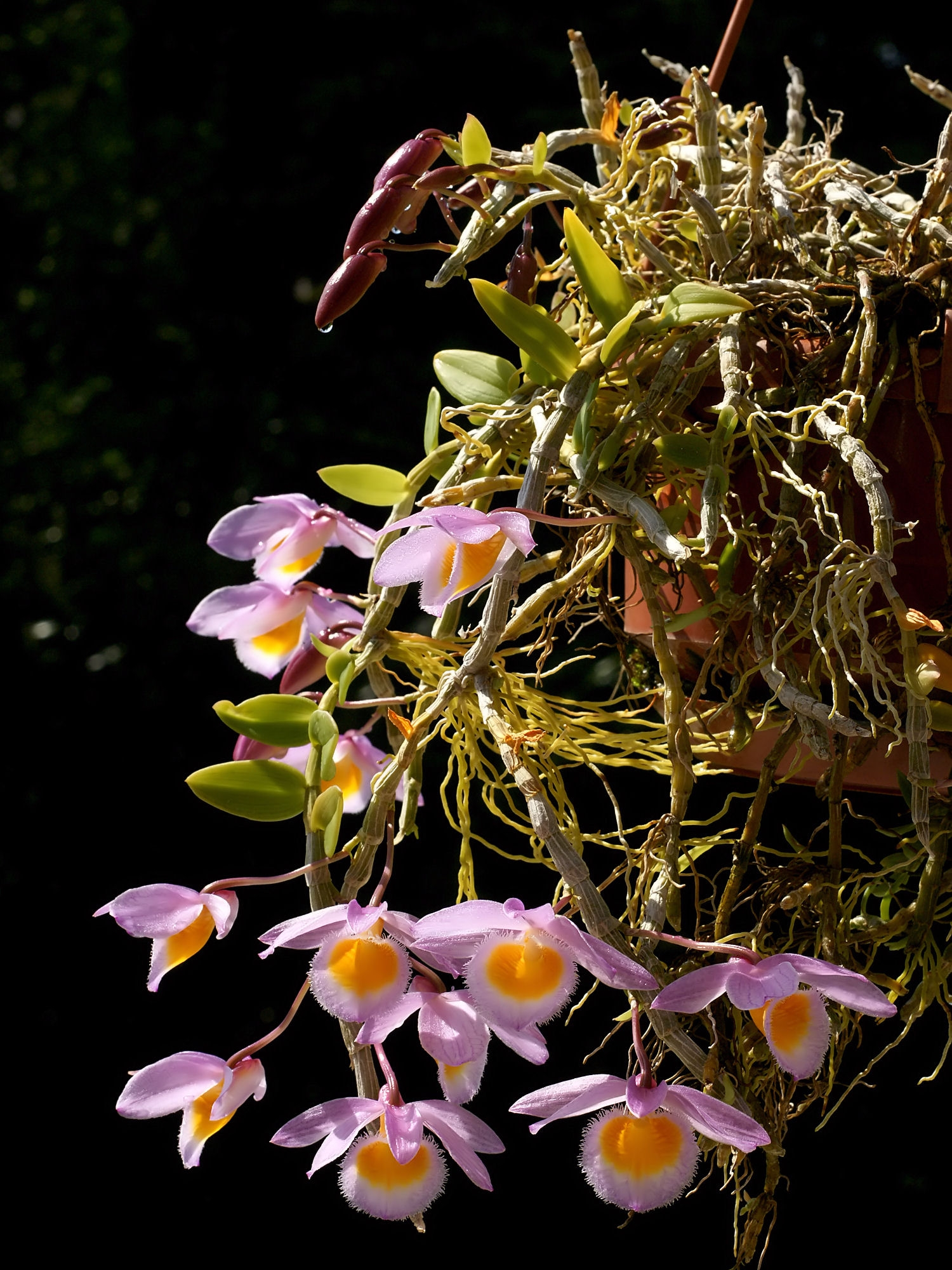
釣り鉢から垂れ下がったもの
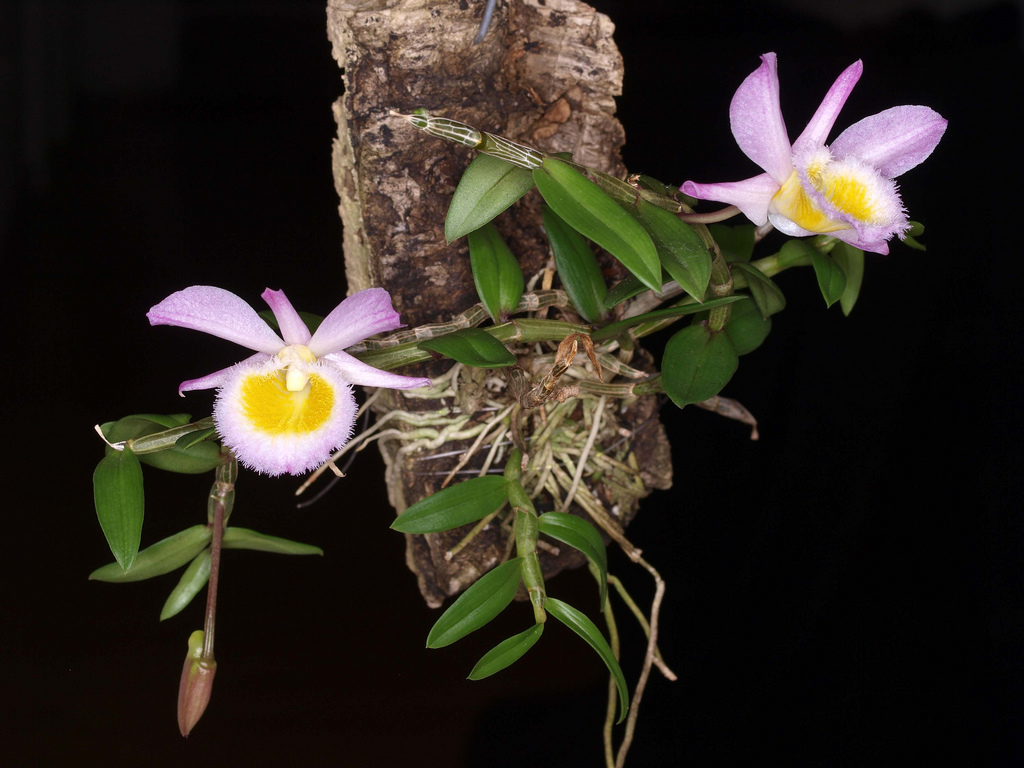
コルク板に貼り付けたもの
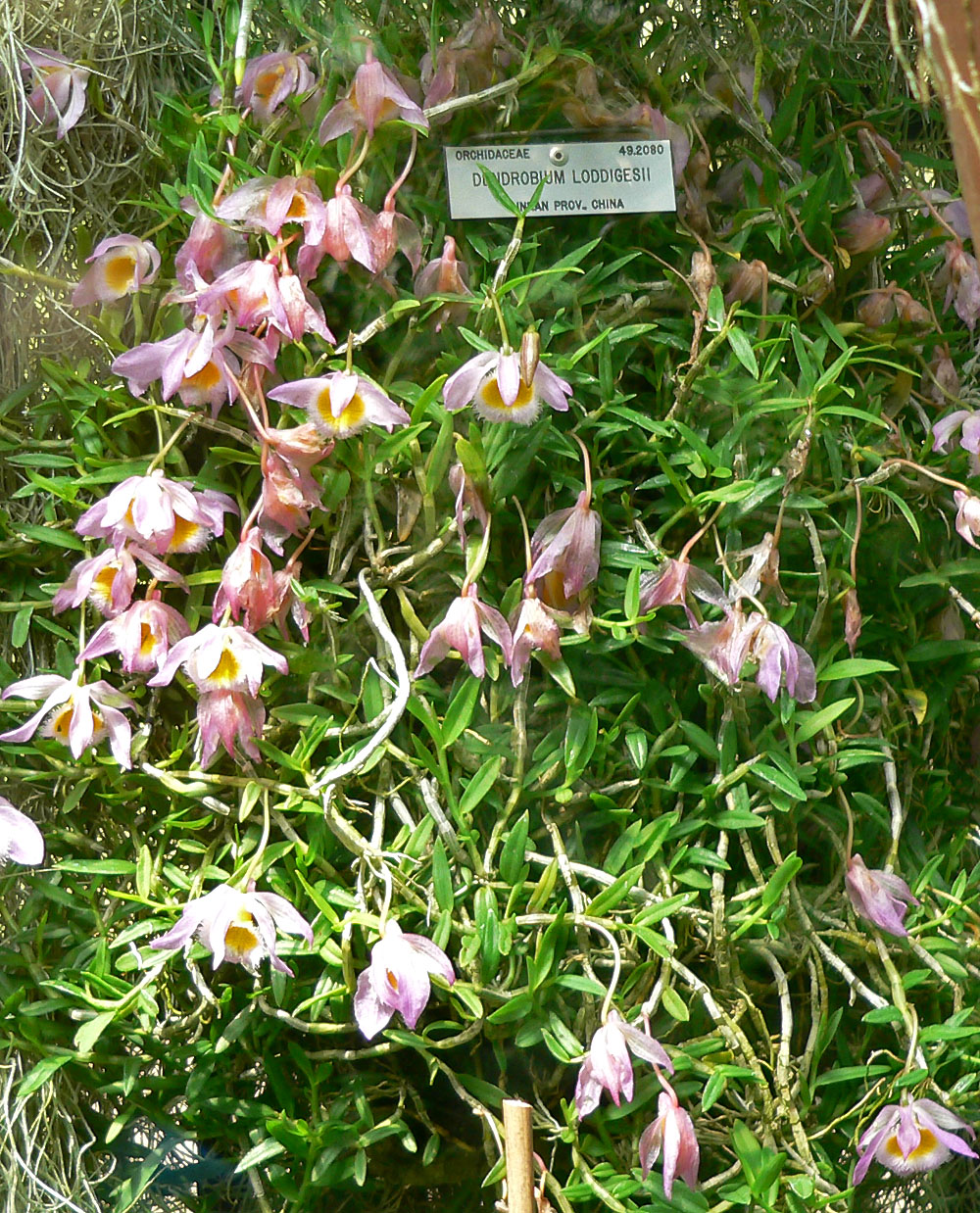
一面に這い広がった姿